# Pseudomacrochenus oberthuri
Pseudomacrochenus oberthuri là một loài bọ cánh cứng trong họ Cerambycidae.